# Jesper Lindstrøm
Jesper Grænge Lindstrøm, född 29 februari 2000 i Tåstrup, är en dansk fotbollsspelare som spelar för Everton, på lån från Napoli och Danmarks landslag.

## Klubbkarriär
Den 11 juli 2021 värvades Lindstrøm av tyska Eintracht Frankfurt, där han skrev på ett femårskontrakt.
Den 29 augusti 2023 värvades Lindstrøm av italienska Napoli, där han skrev på ett femårskontrakt. Den 26 juli 2024 lånades Lindstrøm ut till Everton på ett säsongslån.

## Landslagskarriär
Lindstrøm debuterade för Danmarks landslag den 11 november 2020 i en landskamp mot Sverige. 
I november 2022 blev Lindstrøm uttagen i Danmarks trupp till VM 2022.